# (2669) Shostakovich
(2669) Shostakovich es un asteroide perteneciente al cinturón de asteroides, descubierto el 16 de diciembre de 1976 por la astrónoma soviética Liudmila Chernyj desde el Observatorio Astrofísico de Crimea.

## Designación y nombre
Designado provisionalmente como  1976 YQ2. Fue nombrado Shostakovich en honor al compositor ruso Dmitri Shostakóvich.